# 워 호스 (영화)
워 호스(영어: War Horse)는 2011년 개봉한 미국의 전쟁 드라마 영화이다. 동명의 소설을 바탕으로 한다.

## 줄거리
1912년 영국 데본, 농부 테드 내러콧은 경매에서 아일랜드 헌터 종의 망아지를 사온다. 아내 로즈는 일할 말이 필요했던 터라 불만을 표하지만, 아들 앨버트는 망아지에게 조이라는 이름을 붙여주고 끈끈한 유대감을 형성한다. 둘은 함께 힘든 밭일을 해내며 가족 농장을 지키는 데 기여한다. 1914년, 전쟁이 발발하고 흉작으로 경제적 어려움에 처한 테드는 조이를 군대에 팔게 된다. 앨버트는 조이를 잃은 슬픔에 잠기지만 어쩔 수 없이 보내준다. 조이는 군마로 훈련받는 동안 다른 말 탑손과 친해진다.
전쟁터에 배치된 조이는 격렬한 전투 속에서 많은 이들을 만나게 된다. 영국군 장교 니콜스와 함께 기마 돌격을 감행하지만 독일군의 기습으로 니콜스는 전사하고 조이는 포로로 잡힌다. 독일군 병사 귄터는 동생과 함께 탈영을 시도하다가 결국 죽음을 맞이하지만, 조이와 탑손은 프랑스 소녀 에밀리의 도움으로 잠시 숨어 지낸다. 그러나 독일군에게 다시 잡혀 강제 노역에 시달리다 탑손은 과로사한다. 절망한 독일군 병사는 조이를 풀어주지만, 조이는 철조망에 갇히게 된다. 영국군 병사와 독일군 병사가 함께 힘을 합쳐 조이를 구출하고, 조이는 부상을 입은 채 영국군 진영으로 옮겨진다.
한편, 앨버트는 전쟁에 참전하여 참호전에서 부상을 입고 시력을 잃은 상태로 후송된다. 조이가 안락사될 위기에 처한 순간, 앨버트는 올빼미 소리를 흉내 내고, 조이는 앨버트를 알아본다. 극적으로 재회한 둘은 조이의 치료를 통해 다시 건강을 되찾는다. 제1차 세계 대전이 끝나고, 군마 경매에 나온 조이를 앨버트의 동료들이 돈을 모아 사주려 하지만, 부유한 프랑스 정육점 주인이 더 높은 가격을 부른다. 이때, 에밀리의 할아버지가 조이를 사지만, 앨버트의 간절함에 감동하여 조이와 함께 앨버트에게 아버지의 군 깃발을 돌려준다. 앨버트는 조이와 함께 고향으로 돌아가 가족과 재회하며 영화는 마무리된다.

## 출연
- 제러미 어바인 - 앨버트 내러콧(Albert Narracott)
- 에밀리 왓슨 - 로즈 내러콧
- 피터 멀런 - 테드 내러콧
- 닐스 아리스트럽 - 할아버지
- 데이비드 슐리스 - 라이언스
- 톰 히들스턴 - 제임스 니컬스
- 베네딕트 컴버배치 - 제이미 스튜어트